# 彼得里夫卡 (尼科波爾區)
47°49′8″N 34°39′3″E / 47.81889°N 34.65083°E
彼得里夫卡（烏克蘭語：Петрівка），是烏克蘭中部第聶伯羅彼得羅夫斯克州尼科波爾區托馬基夫卡市鎮的村落。該村分別距離謝爾吉伊夫卡1公里和塞梅尼夫卡1.5公里，海拔高度61米，2001年人口49。